# Circonscription de Bati
La circonscription de Bati est une des 135 circonscriptions législatives de l'État fédéré Amhara, elle se situe dans la Zone Oromia. Sa représentante actuelle est Aminat Endris Adem.